# Askø Sogn
Askø Sogn 
ist eine Kirchspielsgemeinde (dän.: Sogn) im südlichen Dänemark. Das Kirchspiel besteht aus beiden im Smålandsfarvandet (dt.: Smålandsfahrwasser) nördlich der Insel Lolland gelegenen Inseln Askø und Lilleø, die seit 1914 durch einen Damm miteinander verbunden sind.
Bis 1970 gehörte die Gemeinde zur Harde Fuglse Herred im damaligen Maribo Amt, danach zur Maribo Kommune im Storstrøms Amt, die im Zuge der  Kommunalreform zum 1. Januar 2007 in der Lolland Kommune in der Region Sjælland aufgegangen ist.
Im Kirchspiel leben 40 Einwohner, davon 34 auf Askø und 6 auf Lilleø (Stand: 1. Januar 2023).
Auf Askø liegt die Kirche „Askø Kirke“.